# 赤坎南楼
南楼位于中国广东省江门市开平市赤坎镇南楼村，矗立在潭江之滨，与隔河的北楼遥遥相对，是一座古式开平碉楼，为钢筋水泥建筑，楼顶设有探照灯，居高临下，睨视四乡。它南临潭江之水，北扼东滘龙公路，是三埠、赤坎水陆交通要塞，形势险要。以抗日战争时期的南楼七壮士的传奇故事而聞名於世。

## 建築結構

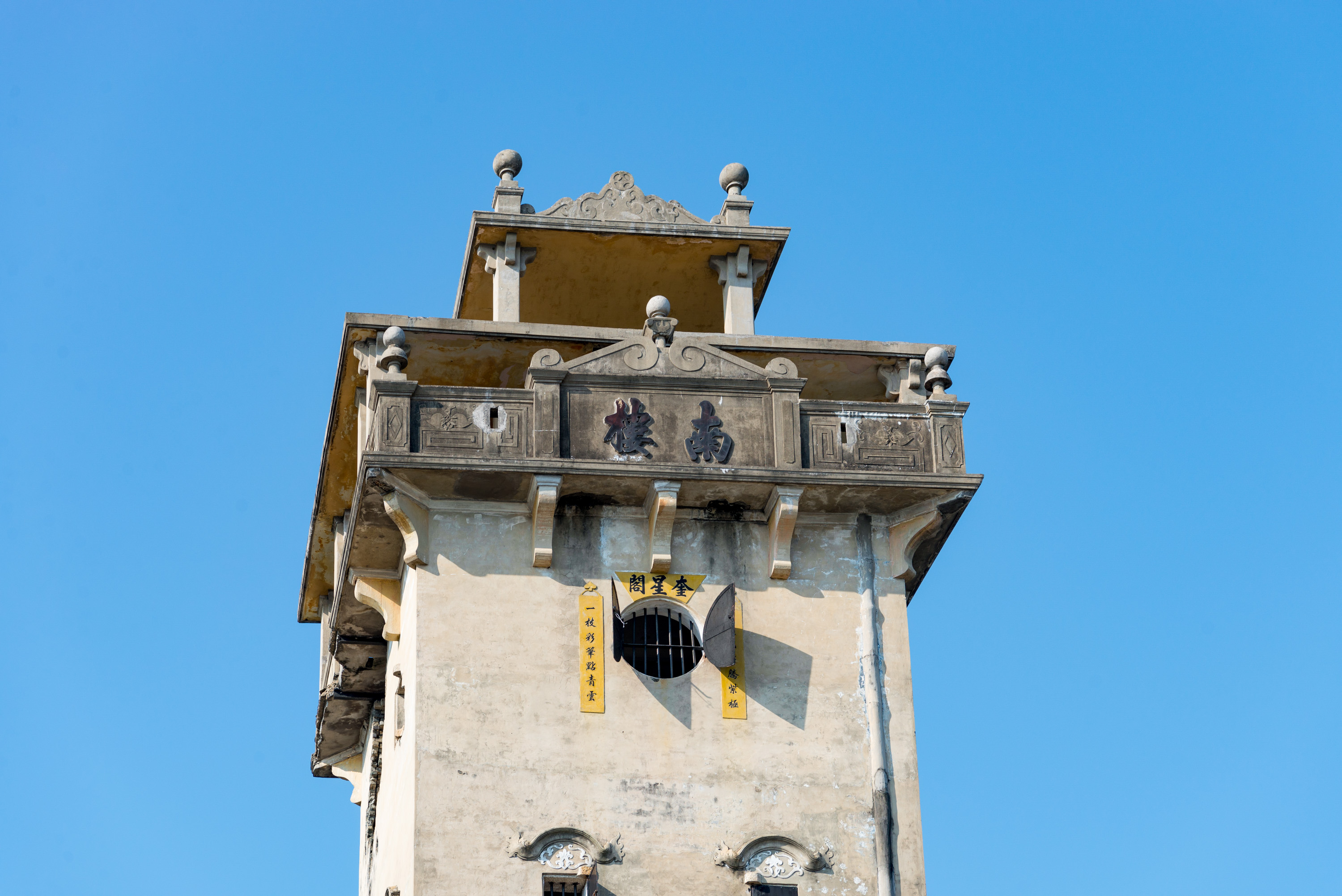
南楼楼顶

### 外觀特色
主要特色是戰時槍炮射擊的彈孔。

## 南楼七壮士

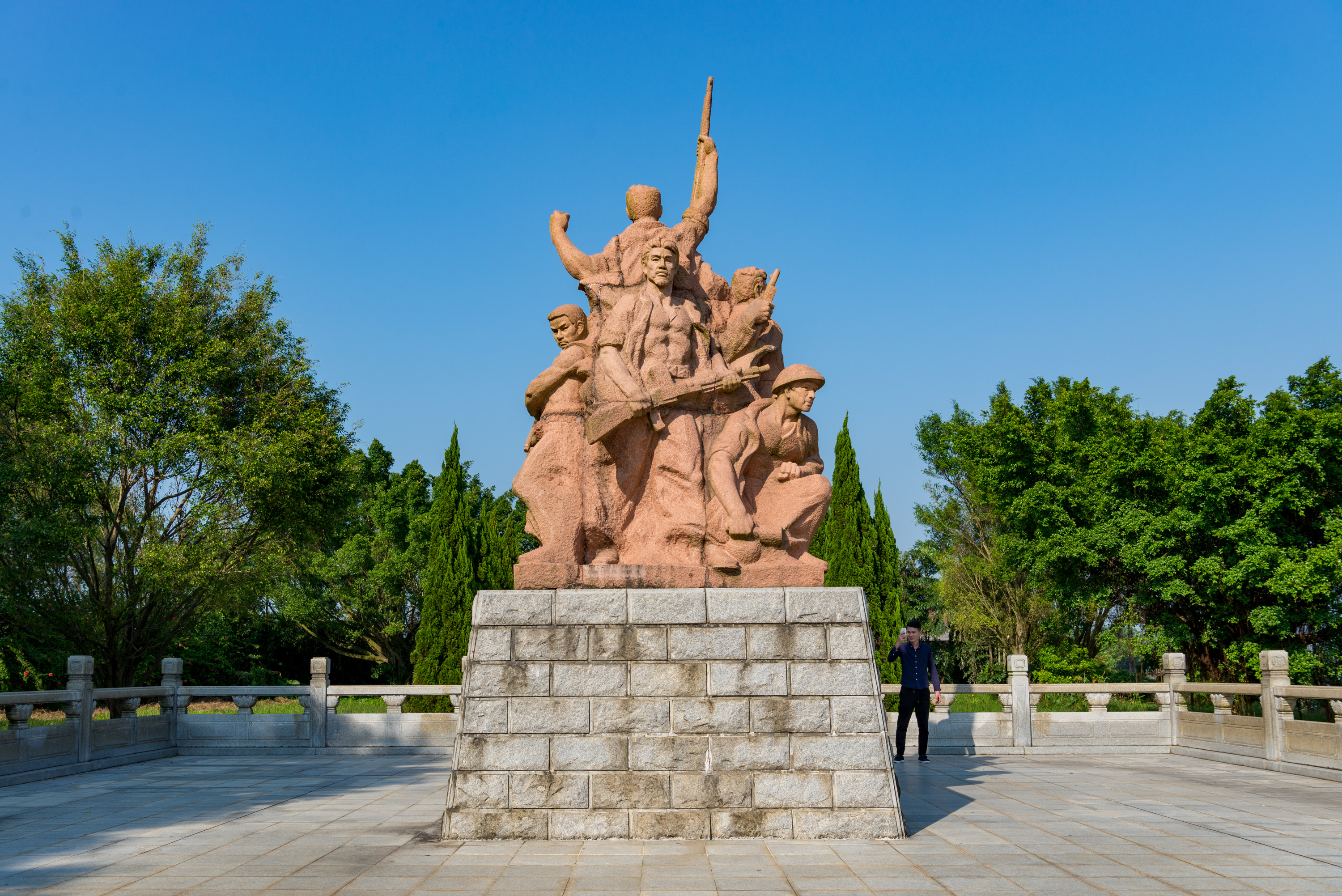
南楼七烈士雕塑

### 背景
1945年，抗日战争进入最後反攻阶段，中国广大军民，开展全面反攻。当时，日軍已深入中國西南部，为能顺利撤退，必须打通南路干线，开辟四邑直通两阳之捷径，由新会、江门出广州，连结成一条由南路向广州撤退之交通线。南楼，在腾蛟是最险要的地方，四边都是江河，抗战时期，由于公路被毁，陆路时有阻隔，反而水上交通方便，南楼控制三埠、赤坎潭江河段之枢纽，日軍想打通雷州半岛至广州撤退的水上路线。南楼自然成为日方必争華方必守之地，故此日軍必定全力进攻南楼及對望的北樓。

### 經過
三埠沦陷后，日軍屡次派汽艇从水路试探，均被南楼、北楼的司徒氏团队击退，使日軍未能越雷池半步。
当时，台山、开平两县，已全面为日軍控制，司徒氏团队据守之南楼、北楼，处于四面受敌，形成被包围之势，岌岌可危。當時北樓指揮官司徒增带领的团队，由于敌我力量悬殊，又无援军，而擅自撤退。但固守南楼的团队，仍坚持与日軍战斗到底。
1945年7月16日，日軍決定分兵三路进攻赤坎镇。左路由荻海、潮境、白沙扑向赤坎；中路以汽艇溯潭江而上直犯赤坎；右路经波罗、楼冈、塘口迂回围攻赤坎。

### 凴樓堅守的七壯士
- 司徒煦：34岁，副队长，树溪东华坊人。
- 司徒旋：21岁，宣传员兼书记，塘边南闸人。
- 司徒遇：30岁，班长兼机枪手，腾蛟里人。
- 司徒昌：38岁，上士兼情报员，塘边人。
- 司徒耀：24岁，上士兼机枪手，旋溪里人。
- 司徒浓：28岁，机枪手，天然里人。
- 司徒炳：18岁，队员，夏岚里人。

## 图集

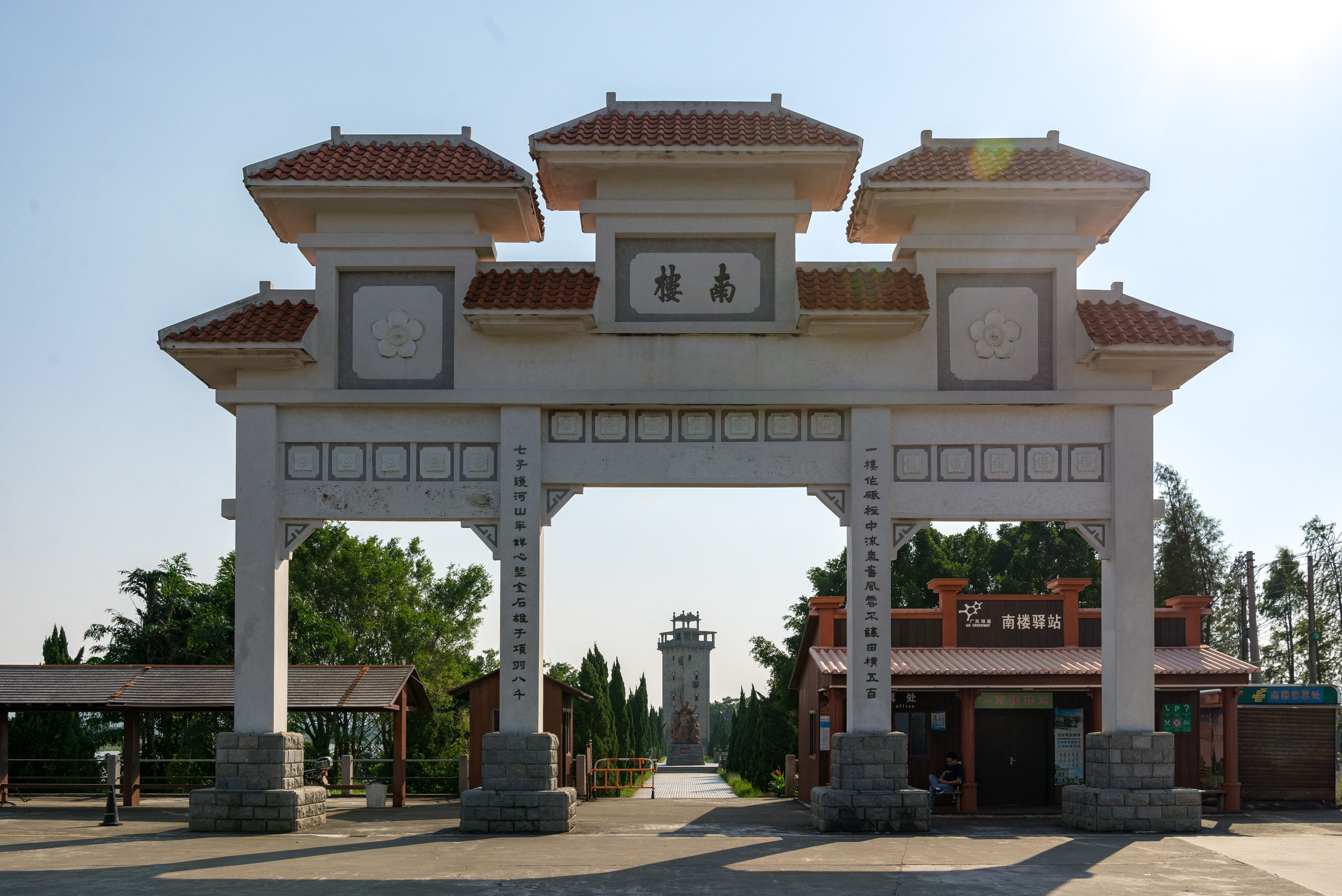
南楼牌坊
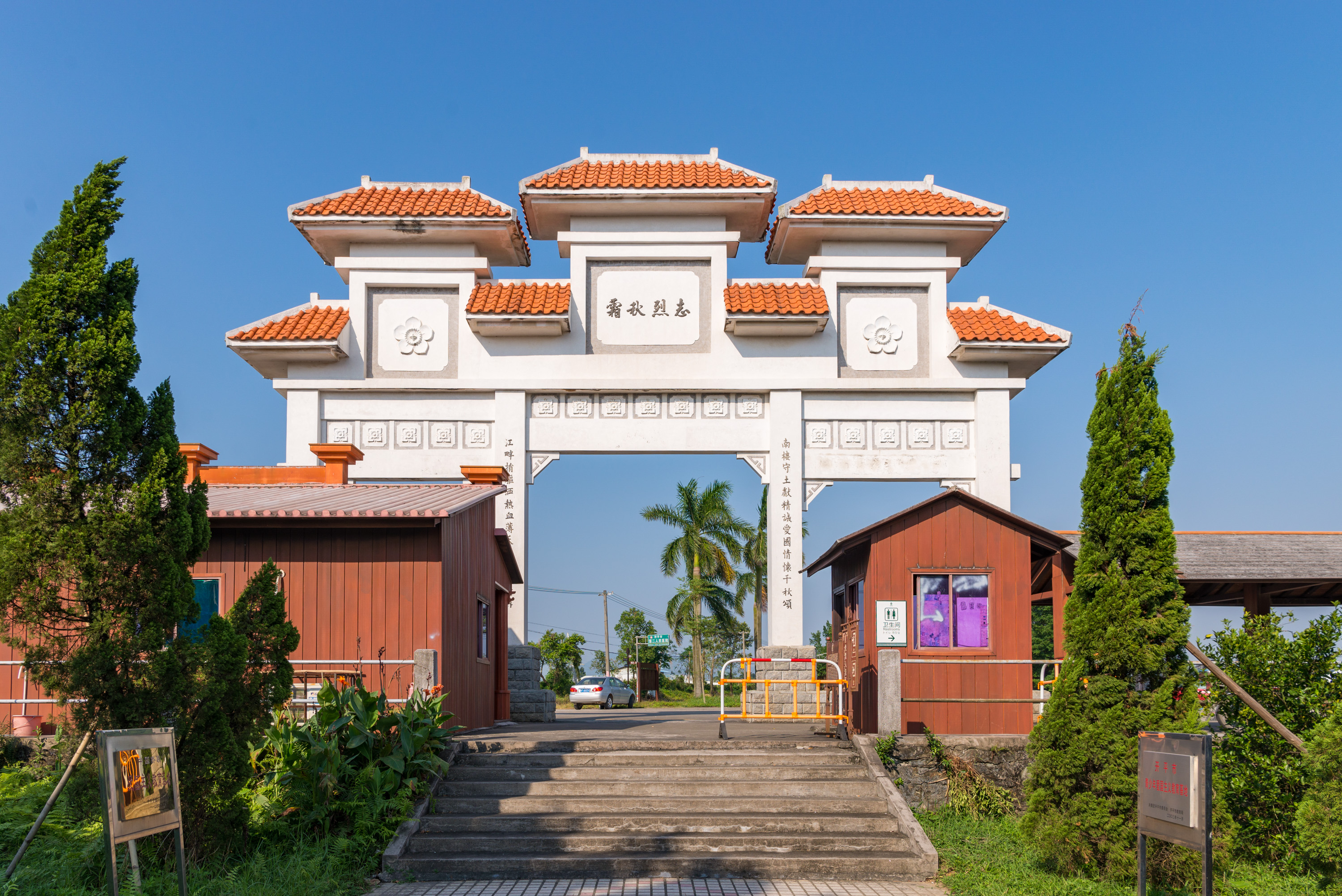
南楼牌坊
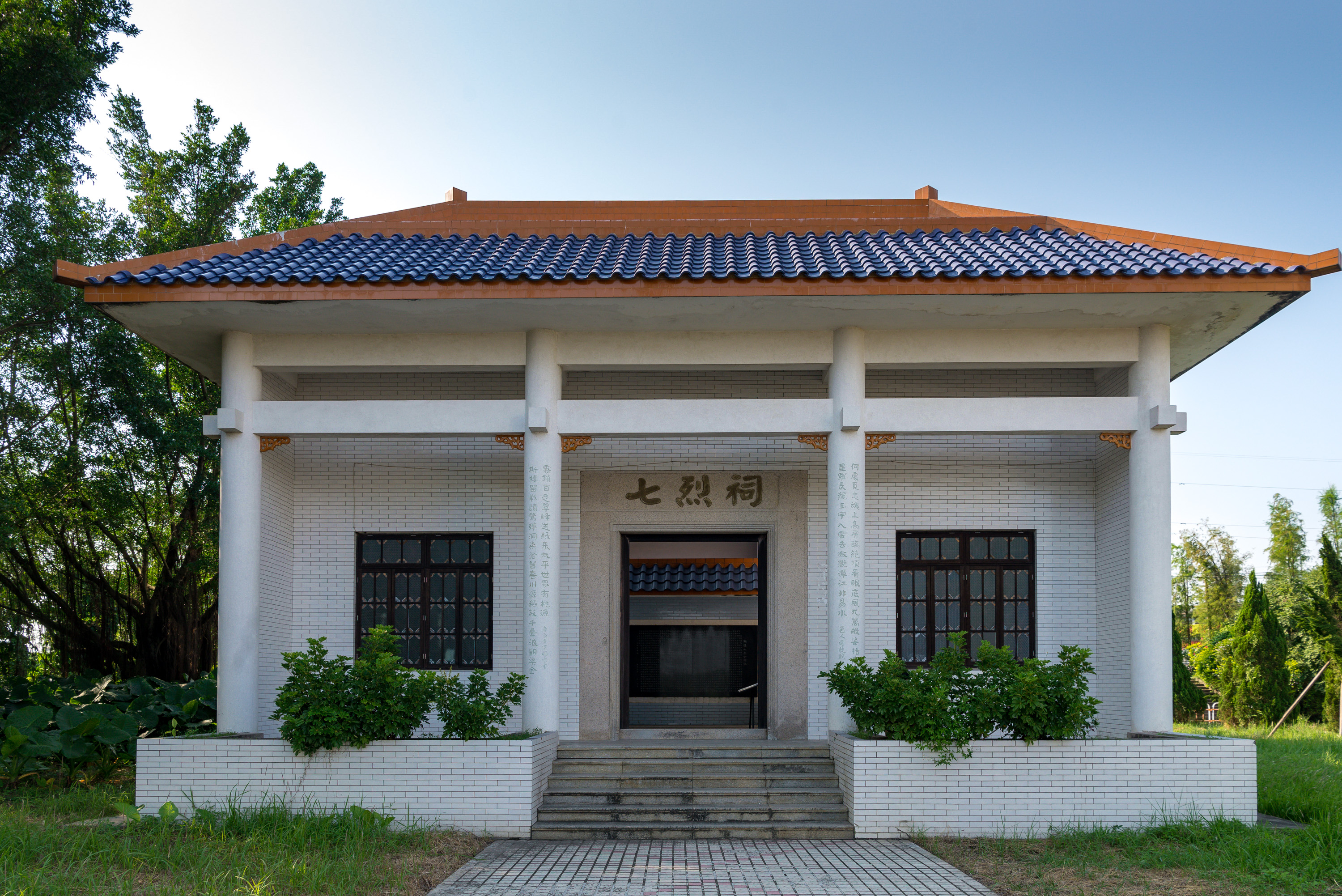
纪念南楼七壮士的七烈祠
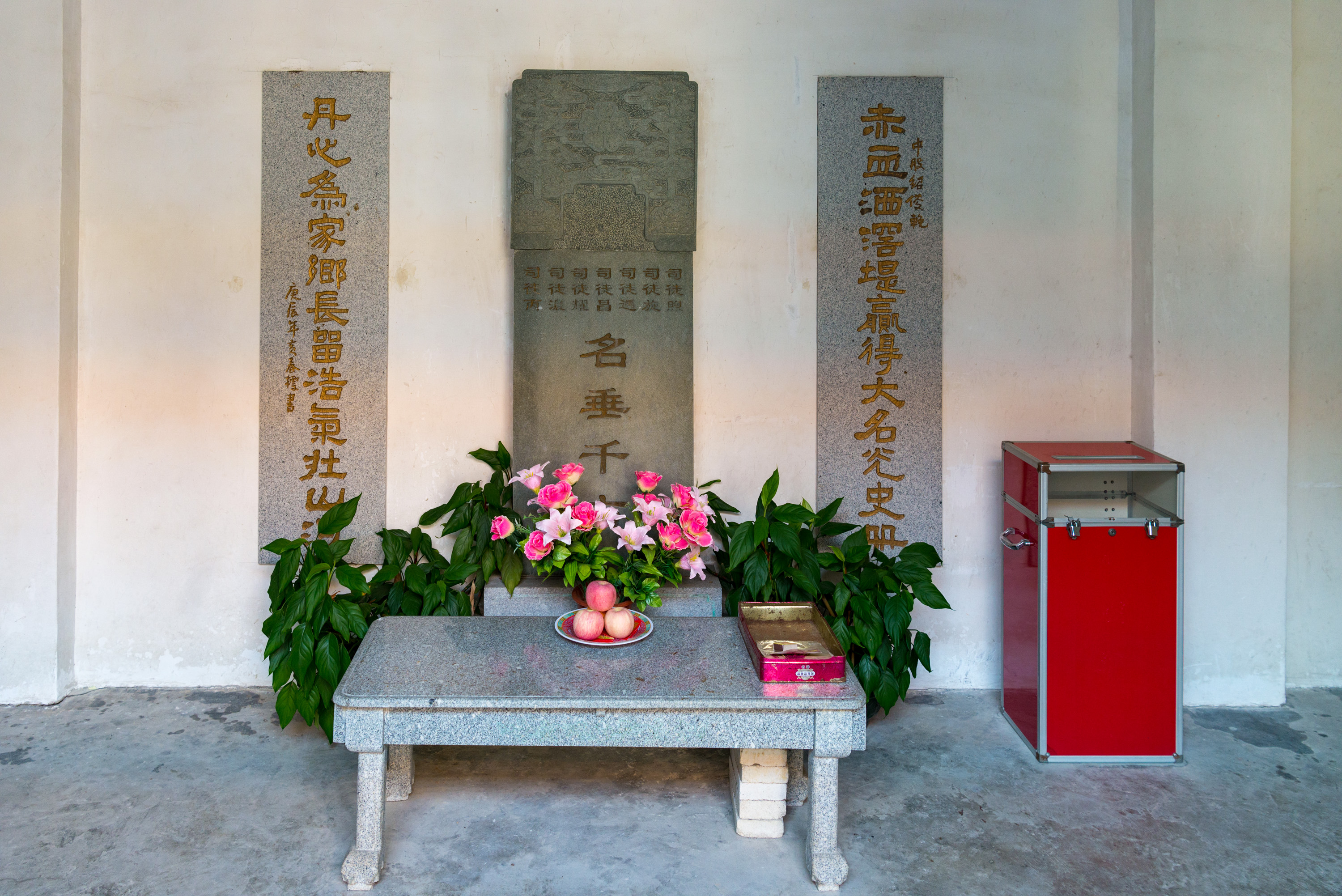
七烈祠